# Тракийска крепост (село Лисиците)
Тракийската крепост се намира на 100 метра южно от село Лисиците, на около 11 км югоизточно от Кърджали. Крепостта е от епохата между IV и I век пр. Хр.

## Местоположение
Тракийската крепостдо село Лисиците заема билото на продълговатия връх, наречен „Чит кая“/Чуткая (Вит камък) – 392,0 м, на десния бряг на река Арда, откъм север, и над десния бряг на устието на река Върбица, откъм запад. До крепостта, както и до селото, се стига или по вода – с лодка, или по мост. В близост се намира и митичната местност Дамбалъ/Дамбълък (911,0 м). Насреща, на левия бряг на река Арда, се намира средновековната крепост над село Широко поле на възвишение Шеста крепост (586,7 м), отъждествявана със средновековната българска крепост Моняк/Мъняк. На запад, пак на десния бряг на река Арда, отвъд устието на река Върбица, е разположена историческата местност Вишеград с тракийска крепост (369,3 м), средновековна крепост (306,4 м) и подножие, богато на по-стари историческо-археологични свидетелства за хилядолетно обитаване. По-нагоре, по десния бряг на река Арда се намира крепостта на Кърджалийския манастир с черква „Свети Йоан Предтеча“ (около 230,0 м). Днес и четирите обекта: на коти, съответно, 392,0 м, 586,7, 369,3 м и 230,0 м, гледат към или се оглеждат в язовир „Студен кладенец“ и западното му начало „Водно огледало“.

## Описание
По отвесните скали от южната страна на Тракийската крепост се забелязват изсечени от човешка ръка скални елипсовидни и трапецовидни ниши. Те са разположени в три реда, на различни интервали една от друга, има приблизително 50 ниши. Източната, северната и западната част на крепостта са с по-слаб наклон. Най-проходимата е северната каменна стена. От нея са останали само камъни, натрупани на отделни купчини в дъга. Вероятно е била строена, като са били натрупани камъни един върху друг без да има спояващ разтвор между тях.
В подножието на скалата, където река Върбица се влива в река Арда (язовир „Студен кладенец“), се намира еднокамерна, полусферична гробница, която е издълбана в масивна скала. Погледната отвътре, тя има форма на неправилна полусфера, с почти равно елипсовидно дъно. Под скалистия връх между реките и селото се наблюдават следи от тракийско селище, където са намерени две надгробни могили и няколко разрушени гроба от същия период.

## Проучвания
Правени са малко археологически проучвания през 70-те години на XX век, като тогава на повърхността са били намерени много фрагменти от различни по големина и дебелина глинени съдове.